# Джордж VІ (шелфов ледник)
Шелфовият ледник Джордж VІ (на английски: George VI Ice Shelf) е осмият по големина (23 880 km²) шелфов ледник край бреговете на Антарктида. Заема част от крайбрежието на Западна Антарктида, край бреговете на остров Земя Александър I на запад и Бреговете Раймил на изток и Инглиш на юг на Земя Палмър, в акваторията на море Белингсхаузен, част от тихоокеанския сектор на Южния океан. Шелфовият ледник заема дългия 480 km и широк до 70 km проток между източните и южните брегове на остров Земя Александър I и югозападните брегове на Антарктическия полуостров. Простира се от залива Симонов (69°50′ ю. ш. 69°00′ з. д. / 69.833333° ю. ш. 69° з. д.) на север до залива Едит Роне (73°00′ ю. ш. 73°00′ з. д. / 73° ю. ш. 73° з. д.) на югозапад.
Шелфовият ледник Джордж VІ се подхранва от множество планински ледници спускащи се в него от остров Земя Александър I – Сатурн, Нептун, Уран, Грото и др. и от Земя Палмър – Гуденаф, Рейдър, Бертрам, Милет, Чапмен, Райли, Юрика и др.
Британският комитет по антарктическите названия наименува открития от австралийския поларен изследовател Джон Раймил, ръководител на британската антарктическа експедиция (1936 – 37) шелфов ледник в чест на тогавашния английски крал Джордж VI (1936 – 52), като преименува нанесения дотогава на геогрофските карти проток Джордж VІ между остров Земя Александър I и югозападните брегове на Антарктическия полуостров в шелфов ледник Джордж VІ.